# 살토주

살토주의 위치

살토주(스페인어: Departamento de Salto)는 우루과이 북서부에 위치한 주로 주도는 살토이며 면적은 14,163km2, 인구는 124,878명(2011년 기준)이다. 북쪽으로는 아르티가스주, 동쪽으로는 리베라주와 타콰렘보주, 남쪽으로는 파이산두주와 접하며 서쪽으로는 아르헨티나와 국경을 접한다.

주기
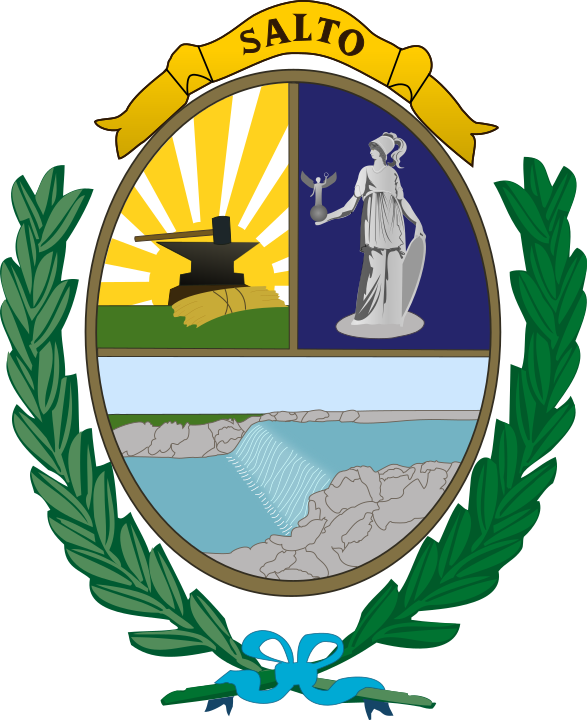
주 문장